# Saudiske riyal
Saudiske riyal (arabisk: ريال سعودي: ريال سعودي riyāl suʿūdiyy), forkortet SAR (Saudi Arabian Riyal) eller blot r. (arabisk: ر.س), er Saudi-Arabiens valuta. Den er opdelt i 100 halala (arabisk: هللة Halalah). Valutaen er knyttet til den amerikanske dollar via en fast valutakurs.

## Historie
Riyalen har været Saudi-Arabiens valuta, siden landet blev etableret, og var inden da valutaen for Hijaz og dermed en af de primære valutaer i Middelhavsområdet i den osmanniske æra. Hijaz-riyalen var baseret på, men ikke af samme værdi som den osmanniske 20 kurush-mønt og blev derfor delt i 20 qirsh. Men selvom Hijaz-riyalen havde samme vægt som den osmanniske 20 kuruş, blev den udmøntet i en lødighed på 917 ‰, sammenlignet med 830 ‰ for den osmannske mønt. Da den første saudiske riyal havde de samme specifikationer som Hijaz-riyalen og cirkulerede sammen med osmanniske mønter, blev den derfor opdelt i 22 qirsh, da mønter med qirsh blev udstedt fra 1925. Systemet blev fortsat, selvom riyalens værdi i 1935 blev devalueret til en mønt, der i sølvindhold svarede til den indiske rupi.
I 1960 blev systemet ændret til 20 qirsh på en riyal, hvilket blev fulgt i 1963 af indførelsen af halala, en hundrededel af en riyal. Nogle saudiske mønter bærer stadig pålydende i qirsh, men denne opdeling bruges ikke længere almindeligt.

### Historiske valutakurser
| Datotid                                                | Forordning                                            | Bemærkninger |
| ------------------------------------------------------ | ----------------------------------------------------- | --- |
| 1936 – 1948                                            | 1 SAR = 10,6918 g sølv 20 SAR = 7,32238 g guld        | |
| 1948 - september 1948                                  | 1 SAR = 10,6918 g sølv 65 SAR = 7,32238 g guld        | |
| 1948 – 1951                                            | 1 SAR = 10,6918 g sølv                                | |
| 1951 - 21. oktober 1952                                | Uformel fast valutakurs (3+15/22 SAR = 1 USD) 3 15/22 | Regeringen begynder at stabilisere valutakursen i forhold til den amerikanske dollar. |
| 22. oktober 1952 - 1. november 1954                    | Fast valutakurs (3+15/22 SAR = 1 USD) 3 15/22         | Ved oprettelsen af den saudiske centralbank bliver den faste valutakurs officiel. |
| 2. november 1954 - 1958                                | Fast valutakurs (3,75 SAR = 1 USD)                    | En lille devaluering. |
| 1958 - 22. januar 1959 7 februar 1959 - 7. januar 1960 | Dual valutakurs                                       | Der blev oprettet et valutamarked på det frie marked. Den officielle valutakurs var 3,75 riyal pr. US-dollar. |
| 8. januar 1960 - 14. marts 1975                        | Fast valutakurs mod USD                               | Den 23. august 1971 blev riyalen devalueret med en sjettedel, så 4,50 SAR = 1 USD. Saudi-Arabien fulgte ikke devalueringen af USD mod guld, hvilket fik valutakursen i forhold til USD til at blive 4.14475 riyal i december 1971 og 3.73027 riyal i februar 1973. Efter energikrisen i 1970'erne blev riyalens kurs ændret til 3.55001 riyal pr. amerikansk dollar i august 1973. |
| Fra og med den 15. marts 1975                          | Anker til særlige tegningsrettigheder                 | Den blev forankret på IMF's særlige trækrettigheder (SDR) ned en indledende valutakurs på 4,28255 riyal pr. SDR og fik lov til at svinge indenfor et interval fra september 1975 til juli 1981. I praksis har valutaen siden 1986 været knyttet til den amerikanske dollar med en vekselkurs på 3,745 (nu 3,75) riyal pr. amerikansk dollar.                                       |

## Fastkurspolitik
I juni 1986 blev riyalen officielt knyttet til IMF's særlige trækningsrettigheder (SDR). I praksis er den fastsat til 1 US dollar = 3,75 riyal, hvilket svarer til, at 1 riyal = 0,266667 dollar. Denne valutakurs blev offentliggjort den 1. januar 2003.
Riyal steg kort til et 20-årig højdepunkt efter at US Federal Reserve havde sænket renten den 18. september 2007, og den saudiske centralbak SAMA valgte ikke at følge efter, til dels på grund af bekymringer om de inflationsmæssige virkninger af lave renter og en lavere værdi for riyalen. Riyalen vendte tilbage til sin fastkurspolitik overfor den amerikanske dollar i begyndelsen af december 2007.

## Forslag til monetær union
Saudi-Arabien er medlem af Golfstaternes samarbejdsråd, som i starten af 2000-tallet planlagde at etablere en møntunion med en fælles valuta inden 2010. Møntunionen er dog pr. 2024 fortsat ikke virkeliggjort, selvom ideen fortsat diskuteres.